# Pyšely
Pyšely é uma cidade checa localizada na região da Boêmia Central, distrito de Benešov.